# بوتيوكسيلة جافينية
بوتيوكسيلة جافينية (بالإنجليزية: Buttiauxella gaviniae)‏ هي نوع بكتيريا من جنس بوتيوكسيلة. تم عزلها من الحلزون في براونشفايغ في ألمانيا.

## أصل التسمية
سمي هذا النوع نسبة لعالم الأحياء الدقيقة الفرنسي فرانسواز جافيني.